# Alloscirtetica clypeata
Alloscirtetica clypeata är en biart som beskrevs av Urban 1971. Alloscirtetica clypeata ingår i släktet Alloscirtetica och familjen långtungebin. Inga underarter finns listade i Catalogue of Life.